# 悲しみの果てに灯る光
『悲しみの果てに灯る光』（かなしみのはてにともるひかり）は、日本のバンド、Aqua Timezのアマチュア時代（当時はAQUA TIMES名義）の自主制作アルバムである。2004年に制作。 

## 収録曲
1. 白い森
  - 後に、1stフルアルバム『風をあつめて』の14曲目に収録。
2. 向日葵
  - 後に、1stミニアルバム『空いっぱいに奏でる祈り』の2曲目に収録。当時は、後半の「光の射す方へ」以降の歌詞部分が制作されていなかった。
3. 夜の果て
  - 後に、2ndミニアルバム『「七色の落書き」』の6曲目に収録。また、同年4月26日発売のコンピレーションアルバム『LUV GRAFFITI3』にこの曲で参加した。
4. 独り言
  - 後に、1stミニアルバム『空いっぱいに奏でる祈り』の4曲目に収録。
5. 希望の咲く丘から
  - 後に、1stミニアルバム『空いっぱいに奏でる祈り』の1曲目に収録。
6. 静かな恋の物語
  - 後に、2ndミニアルバム『「七色の落書き」』の8曲目に収録。